# همجنس‌گرایی در فوتبال
همجنس‌گرایی در فوتبال به علّت هم‌جنس‌گراهراسی گسترده در تمام فوتبال در سطح جهان، عموماً آشکار نیست. در فوتبال زنان تعدادی افراد ال‌جی‌بی‌تی که آشکارسازی کرده‌اند وجود دارند، امّا به نسبت تعداد مردان بسیار کمتر است. عمدهٔ مردانی که آشکارسازی کرده‌اند بعد از بازنشستگی آنان بوده است.

## زمینه
خبرنگار مت ویلیامز گفته است که همجنس‌گرا بودن در محیط فوتبال همچنان یک تابو است، خبرنگار سیمون بارنز هم معتقد است که این موضوعی است که هرگز در فوتبال تغییر نخواهد کرد. در سال ۲۰۱۳ خبرگزاری فوتبالی When Saturday Comes همجنسگرایی را تابویی ادامه‌دار دانست. جان امیچی، نخستین بازیکن ان‌بی‌ای که آشکارسازی کرد، فرهنگ «مسموم» فوتبال را علّت نبود ورزشکاران آشکارا همجنسگرا می‌داند، کلارک کارلایل آموزش صحیح به بازیکنان را تنها راه مبارزه با همجنس‌گراهراسی می‌داند.
در ژوئن ۲۰۲۲، پژوهشی نشان داد که عمدهٔ آزار آنلاین بازیکنان فوتبال هم‌جنس‌گراهراسانه است، در مورد زنان حدود ۲۷٪ و در مورد مردان ۴۰٪ بوده است.

## همجنسگرایی در فوتبال آمریکا و کانادا
دیوید تستو بازیکن سابق ام‌ال‌اس در مصاحبه‌ای در بخش فرانسوی کانادایی رادیو کانادا که در ۱۰ نوامبر ۲۰۱۱ منتشر شد، تأیید کرد که همجنسگرا است.
در ۱۵ فوریه ۲۰۱۳، رابی راجرز، پس از اعلام بازنشستگی خود از فوتبال حرفه‌ای اظهار داشت که همجنس‌گرایی آشکار در این ورزش «غیرممکن» است. او اکنون دوباره به فوتبال بازگشته و قراردادی «چند ساله» با لس آنجلس گلکسی امضا کرده است. راجرز در دسامبر ۲۰۱۴ گفت با هیچ بازیکن همجنسگرای دیگری در تماس نیست.
در اکتبر ۲۰۲۰، کالین مارتین، بازیکن تیم فوتبال سن دیگو، که آشکارا همجنس‌گرا است، یک بازیکن مخالف تیم فوتبال فینیکس رایزینگ را به همجنس‌گراآزاری در یک مسابقه متهم کرد. تیم سن دیگو به نشانه اعتراض از بازی خارج شد و بازی را باخت. چند روز بعد، جونیور فلمینگز، بازیکن فینیکس رایزینگ، به علت این حادثه شش جلسه محرومیت دریافت کرد و مقامات فینیکس رایزینگ او را برای باقیمانده مدت قراردادش، که در ۳۰ نوامبر ۲۰۲۰ به پایان می‌رسید، در مرخصی اداری قرار دادند. فلمینگز بعداً گفتن چنین نظراتی را انکار کرد.
چندین بازیکن زن نیز مانند آلی کریگر، مگان رپینو و ابی وامباک به عنوان ال‌جی‌بی‌تی آشکارسازی کرده‌اند.

## بازیکنان همجنس‌گرای آشکار در فوتبال

### بازیکنان زن
| نام              | ملّیت                | دوران بازی | تاریخ آشکارسازی | یادداشت‌ها و منابع                                                 |
| ---------------- | ------------------- | ---------- | --------------- | ----------------------------------------------------------------- |
| مگان هریس        | انگلستان            | ?          | ?               | بازیکن لینکلن اف‌سی. شریک زندگی کیسی استونی.                       |
| کیسی استونی      | انگلستان            | ۱۹۹۴–۲۰۱۸  | ۲۰۱۴            | کاپیتان تیم بریتانیای کبیر در المپیک ۲۰۱۲.                        |
| ماریا پیلار لئون | اسپانیا             | ۲۰۰۹–      | ۲۰۱۸            | بازیکن باشگاه فوتبال زنان بارسلونا و تیم ملی فوتبال زنان اسپانیا. |
| سامانتا کر       | استرالیا            | ۲۰۰۸–      | ?               | کاپیتان تیم ملی فوتبال زنان استرالیا.                             |
| کلوئه لوگارزو    | استرالیا            | ۲۰۱۱–      | ?               | بازیکن تیم ملی فوتبال زنان استرالیا.                              |
| میشل هیمن        | استرالیا            | ۲۰۰۸–      | ?               | بازیکن تیم ملی فوتبال زنان استرالیا.                              |
| جس فیشلاک        | ولز                 | ۲۰۰۲–      | ?               | بازیکن تیم ملی فوتبال زنان ولز.                                   |
| آنگهاراد جیمز    | ولز                 | ۲۰۱۰–      | ?               | بازیکن تیم ملی فوتبال زنان ولز.                                   |
| مارتا            | برزیل               | ۲۰۰۰–      | ?               | بازیکن تیم ملی فوتبال زنان برزیل.                                 |
| تونی پرسلی       | ایالات متحده آمریکا | ۲۰۰۸–      | ?               | [ ۲۳ ]                                                            |
| نیلا فیشر        | سوئد                | ۱۹۹۸–      | ?               | [ ۲۴ ]                                                            |

### بازیکنان مرد
| نام                | ملّیت                | دوران بازی | تاریخ آشکارسازی | یادداشت‌ها و منابع                                                            |
| ------------------ | ------------------- | ---------- | --------------- | ---------------------------------------------------------------------------- |
| جاستین فاشانو      | انگلستان            | ۱۹۷۸–۱۹۹۷  | ۱۹۹۰            | [ ۲۵ ]                                                                       |
| توماس برلینگ       | نروژ                | ۱۹۹۹–۲۰۰۰  | ۲۰۰۱            | [ ۲۶ ]                                                                       |
| توماس هیتسل‌سپرگر   | آلمان               | ۲۰۰۱–۲۰۱۳  | ۲۰۱۴            | [ ۲۷ ]                                                                       |
| لیام دیویس         | انگلستان            | ۲۰۰۹–      | ۲۰۱۴            | [ ۲۸ ]                                                                       |
| فوتی لکولوان       | آفریقای جنوبی       | ۲۰۱۰–      | ۲۰۱۵            | [ ۲۹ ]                                                                       |
| انتون هایسن        | سوئد                | ۲۰۰۸–      | ۲۰۱۱            | [ ۳۰ ]                                                                       |
| رابی راجرز         | ایالات متحده آمریکا | ۲۰۰۵–۲۰۱۷  | ۲۰۱۳            | [ ۹ ]                                                                        |
| الیویه رویر        | فرانسه              | ۱۹۷۳–۱۹۹۰  | ۲۰۰۸            | [ ۳۱ ]                                                                       |
| دیوید تستو         | ایالات متحده آمریکا | ۲۰۰۳–۲۰۱۱  | ۲۰۱۱            | [ ۸ ]                                                                        |
| مت پاسیفیکی        | ایالات متحده آمریکا | ۲۰۱۶       | ۲۰۱۹            | [ ۳۲ ]                                                                       |
| کالین مارتین       | ایالات متحده آمریکا | ۲۰۱۳–      | ۲۰۱۸            | [ ۳۳ ]                                                                       |
| اندی برنان         | استرالیا            | ۲۰۱۰–      | ۲۰۱۹            | [ ۳۴ ]                                                                       |
| توماس بیتی         | انگلستان            | ۲۰۰۸–۲۰۱۵  | ۲۰۲۰            | [ ۳۵ ]                                                                       |
| استیون لیبات       | استرالیا            | ۱۹۹۵–۲۰۱۰  | ۲۰۲۰            | [ ۳۶ ]                                                                       |
| جاش کاوالو         | استرالیا            | ۲۰۱۷–      | ۲۰۲۱            | [ ۳۷ ]                                                                       |
| جیک دنیلز          | انگلستان            | ۲۰۲۲–      | ۲۰۲۲            | [ ۳۸ ]                                                                       |
| ریچارلیسون باربوسا | برزیل               | ۲۰۰۲–۲۰۲۱  | ۲۰۲۲            | [ ۳۹ ]                                                                       |
| امرسن فرتی         | برزیل               | ۱۹۹۱–۲۰۰۷  | ۲۰۲۲            | [ ۴۰ ]                                                                       |
| زاندر ماری         | اسکاتلند            | ۲۰۰۹–۲۰۲۴  | ۲۰۲۲            | [ ۴۱ ]                                                                       |
| یاکوب یانکتو       | جمهوری چک           | ۲۰۱۵–      | ۲۰۲۳            | او نخستین بازیکن مردی است که در حین فعالیت حرفه ای در سطح ملی آشکارسازی کرد. |